# جيريمي راي فالديز
جيريمي راي فالديز (بالإنجليزية: Jeremy Ray Valdez)‏ هو ممثل أمريكي، ولد في 10 يوليو 1980 في الولايات المتحدة.

## وصلات خارجية
- جيريمي راي فالديز على موقع IMDb (الإنجليزية)
- جيريمي راي فالديز على موقع ميتاكريتيك (الإنجليزية)
- جيريمي راي فالديز على موقع روتن توميتوز (الإنجليزية)
- جيريمي راي فالديز على موقع قاعدة بيانات الأفلام العربية
- جيريمي راي فالديز على موقع ألو سيني (الفرنسية)
- جيريمي راي فالديز على موقع أول ميوزيك (الإنجليزية)
- جيريمي راي فالديز على موقع قاعدة بيانات الفيلم (الإنجليزية)